# Попов, Денис Александрович (боксёр)
Дени́с Алекса́ндрович Попо́в (Жигулёвск) — российский боксёр, представитель второй средней весовой категории. Выступал за национальную сборную России в конце 1990-х — начале 2000-х годов, чемпион России, призёр Кубка России, победитель и призёр турниров международного значения. На соревнованиях представлял Самарскую область, мастер спорта России международного класса. Также известен тренер и боксёрский судья.

## Биография
Денис Попов родился в городе Жигулёвске Куйбышевской области. Активно заниматься боксом начал с раннего детства, проходил подготовку под руководством заслуженного тренера Александра Анатольевича Лукьянова.
Впервые заявил о себе в 1997 году, выиграв серебряную медаль на международном турнире «Трофео Италия» в Неаполе. Год спустя выступил на взрослом чемпионате России в Белгороде, где сразу стал бронзовым призёром в зачёте второй средней весовой категории. Ещё через год добавил в послужной список бронзу юниорского первенства России в Магнитогорске.
Наибольшего успеха на всероссийском уровне добился в сезоне 2000 года, когда на чемпионате страны в Самаре одолел всех своих оппонентов во втором среднем весе, в том числе будущего чемпиона мира Андрея Гоголева в финале, и завоевал тем самым награду золотого достоинства. В 2001 году выиграл серебряную медаль на Кубке России в Подольске, дошёл до четвертьфиналов на зимнем чемпионате России «Олимпийские надежды», одержал победу на международном турнире «Странджа» в Болгарии.
За выдающиеся спортивные достижения удостоен почётного звания «Мастер спорта России международного класса».
После завершения спортивной карьеры занялся тренерской деятельностью, работал тренером по боксу в жигулёвской Специализированной детско-юношеской спортивной школе олимпийского резерва № 3. Исполнительный директор Федерации бокса города Жигулёвска. Неоднократно принимал участие в соревнованиях по боксу в качестве судьи, в частности судил боксёрские поединки на летних юношеских Олимпийских играх в Нанкине. Член судейской коллегии Федерации бокса Самарской области, судья международной категории АИБА. По итогам 2014 года был признан лучшим рефери по версии АИБА.